# Đảo Tây Thurlow
Đảo Tây Thurlow là một hòn đảo thuộc tỉnh bang British Columbia, Canada. Đảo này là một phần trong quần đảo Discovery, nằm giữa đảo Vancouver và lục địa British Columbia, Canada. Tây Thurlow nằm tỏng vùng biển giao nhau giữa các eo biển Georgia với eo biển Johnstone và eo biển nữ hoàng Charlotte.
Đảo tây Thurlow nằm ở phía bắc của đảo Vancouver, phía nam của đất liền, về phía đông nam của đảo Hardwicke, và phía tây của đảo Đông Thurlow, cới khoảng cách gần nhất là 400 mét.

## Liên kết
- Thurlow Islands[liên kết hỏng], BCGNIS
- Blind Channel Marina on West Thurlow Island]